# (3016) Meuse
(3016) Meuse (1981 EK) ist ein ungefähr zehn Kilometer großer Asteroid des äußeren Hauptgürtels, der am 1. März 1981 vom belgischen Astronomen Henri Debehogne und vom italienischen Astronomen Giovanni de Sanctis am La-Silla-Observatorium auf dem La Silla in La Higuera in Chile (IAU-Code 809) entdeckt wurde. Er gehört zur Koronis-Familie, einer Gruppe von Asteroiden, die nach (158) Koronis benannt ist.

## Benennung
(3016) Meuse wurde nach der Maas (französisch Meuse), einem nahezu 900 Kilometer langer Fluss, benannt. Er fließt durch die französischen Städte Verdun, Domremy-la-Canne und Sedan; die belgischen Städte Dinant (Asteroid: (2765) Dinant), Namur ((3374) Namur), Huy und Lüttich sowie die Städte Maastricht, Venlo und ’s-Hertogenbosch im Königreich der Niederlande.